# Sinraptòrids
Els sinraptòrids (Sinraptoridae) constitueixen una família de dinosaures teròpodes carnívors. Tendien a ser grans depredadors, alguns creixien fins als 10 metres. Els sinraptòrids són carnosaures, i molts foren classificats en un primer moment dins dels megalosàurids o al·losàurids abans d'anàlisis recents.

## Classificació
Cladísticament, els sinraptòrids foren definits per última vegada l'any 2005 per Paul Sereno com el grup monofilètic més inclusiu que conté Sinraptor dongi i totes les espècies més estretament emparentades amb Sinraptor que amb Allosaurus fragilis, Carcharodontosaurus saharicus, o el pardal (Passer domesticus). Sembla que aquests teròpodes representen o són propers als ancestres dels al·losàurids.

### Gèneres
- Sinraptor (tipus)
- Yangchuanosaurus
- Metriacanthosaurus
- Leshansaurus